# Rhynchospora dives
Rhynchospora dives là loài thực vật có hoa trong họ Cói. Loài này được Standl. miêu tả khoa học đầu tiên năm 1938.